# Henricus Joosten
Henricus Joosten O.P. (Nijmegen, 1837 - Arnhem, 1896) was een Nederlands geestelijke van de Rooms-Katholieke Kerk.
Joosten trad op 14 november 1857 in bij de orde der dominicanen; zijn kloosternaam was Alphonsus Maria. Zijn priesterwijding vond plaats op 10 augustus 1863. 
Van 1864 tot 1872 was Joosten werkzaam als docent aan het studiehuis van zijn orde in Huissen; van 1872 tot 1875 was hij daar prior. 
Van 1875 tot 1884 was hij voor de missie werkzaam op Curaçao. In 1884 werd hij gekozen tot prior van het klooster van zijn orde in Nijmegen.
Na de plotselinge dood van Henricus Reijnen op 4 oktober 1887 werd Joosten benoemd tot apostolisch vicaris van Curaçao en titulair bisschop van Marciana. Zijn bisschopswijding vond plaats op 8 december 1887. 
Joosten leed aan lepra en was hierdoor in maart 1895 gedwongen terug te keren naar Nederland. Vóór zijn vertrek had hij Jacobus van Baars benoemd tot pro-vicaris. Het lag in de bedoeling Van Baars vervolgens te benoemen tot vicaris-coadjutor. Dit werd echter achterhaald door de dood van Joosten in 1896.